# Wasenhorn
Das Wasenhorn (3246 m ü. M. – auf Italienisch Punta Terrarossa) ist ein Berg der Monte Leone-Sankt  Gotthard-Alpen in den Lepontinischen Alpen. Er befindet sich auf der Grenzlinie zwischen der Provinz Verbano-Cusio-Ossola in Italien und dem Kanton Wallis in der Schweiz.
Man kann das Wasenhorn vom westlich gelegenen Simplonhospiz aus via Monte-Leone-Hütte besteigen.

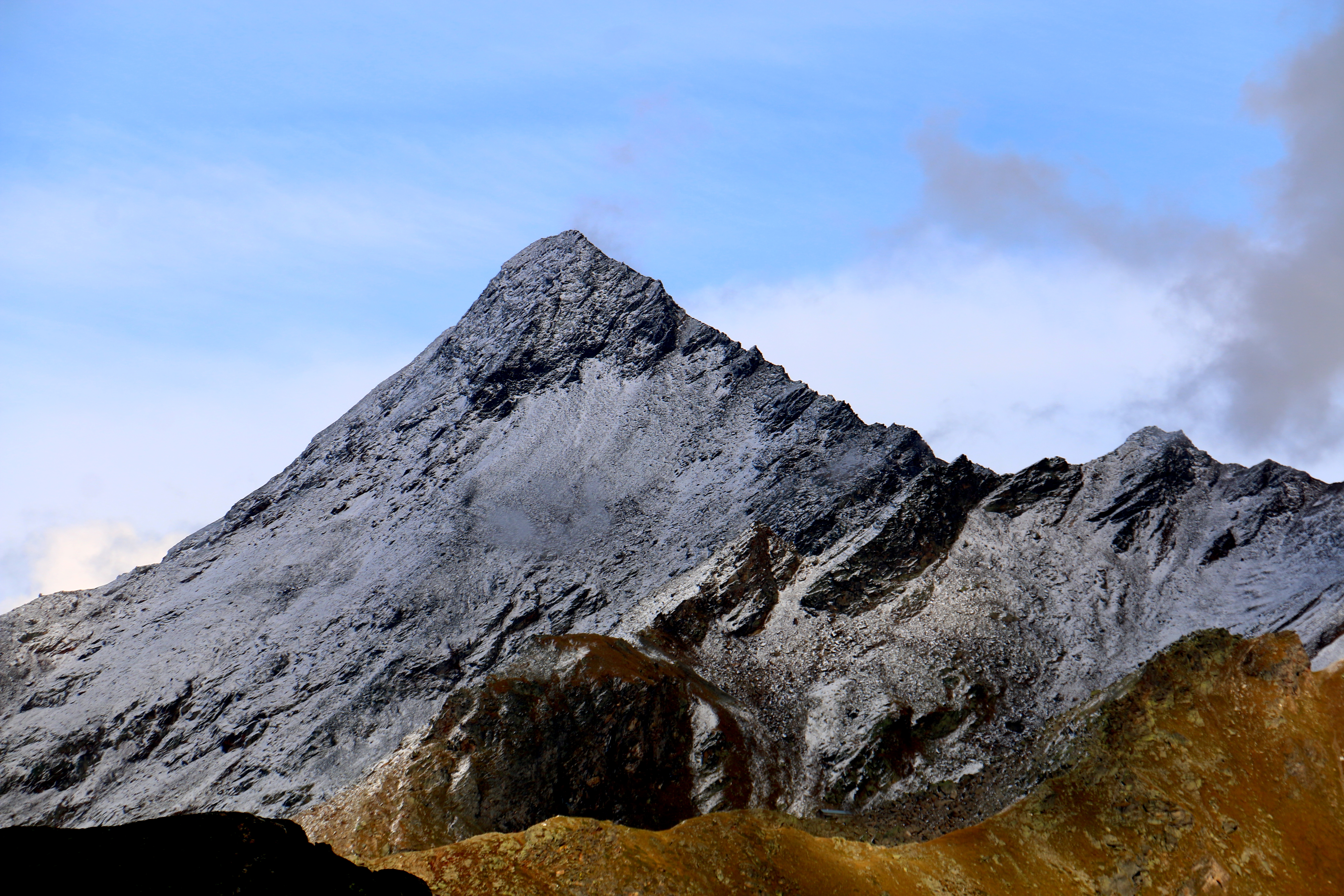
Wasenhorn vom Simplonpass her gesehen